# E-서울 넷
E-서울 넷(e-Seoul Net, 서울시초고속자가정보통신망)은 서울시가 전자정부 실현을 위해 서울전역에 운행중인 지하철 터널을 최대한 활용하여 구축한 광통신망으로서, 주요 행정기관 37개소에서 이용중이며, 2000년도부터 2003년 2월까지 3년간에 걸쳐 약 93억원의 사업비를 투자하여 구축하였다.
e-Seoul Net은 지하철운행노선 터널구간과 지상구간을 이용하여 총연장 197Km의 광케이블, 72대의 전송장비(Metro Ethernet 36대 ; SDC이중화 2대, 동기식SDH 장비 36대) 및 e-Seoul Net 운영상태를 실시간으로 통합 운영하는 e-SNOC(Seoul Network Operating Center)로 구성되어 있다. 2003년 2월에 완공 개통된 e-Seoul Net은 IP(Internet Protocol)기반의  행정정보와 인터넷서비스, 영상회의시스템, 통합정보보안을 제공하고 있는 Metro Ethernet 전송망과 행정전화, 팩스 및 대시민 무료인터넷서비스를 제공하는 동기식 전송망으로 운영하고 있다.

## 참고 문헌
본 문서에는 서울특별시에서 지식공유 프로젝트를 통해 퍼블릭 도메인으로 공개한 저작물을 기초로 작성된 내용이 포함되어 있습니다.